# Because I'm a Girl
 (juillet 2025).
Pour les articles homonymes, voir Because (homonymie).
Pour plus de détails, voir Fiche technique et Distribution.
Because I'm a Girl (littéralement Parce que je suis une fille) est un court métrage d'animation anglo-malawite réalisé par Raj Yagnik, Mary Matheson et Shona Hamilton, sorti en 2012.
Il remporte le prix Unicef lors du festival d'Annecy 2013.

## Synopsis
Une jeune fille explique au spectateur que dans son pays, à cause de la pauvreté et de la discrimination, elle n'a pas le droit d'aller à l'école.

## Fiche technique
- Titre : Because I'm a Girl
- Réalisation : Raj Yagnik, Mary Matheson et Shona Hamilton
- Scénario : Raj Yagnik et Mary Matheson
- Musique : Felix Erskine
- Animation : Raj Yagnik
- Montage : Shona Hamilton
- Pays d'origine :  Royaume-Uni et  Malawi
- Durée : 3 minutes
- Date de sortie : 
  -  Royaume-Uni : 2012
  -  France : 10 juin 2013

## Distribution
- Brendar Ngolo

## Récompenses et distinctions
Lors de l'édition 2013 du festival international du film d'animation d'Annecy, le film reçoit le prix Unicef.